# Mandelsyra
Mandelsyra, eller fenylglykolsyra, bildar färglösa kristaller som är lättlösliga i etanol och eter.

## Framställning
Mandelsyra upptäcktes vid hydrolys av amygdalin, ur ett extrakt av bittermandel. Derivat av mandelsyra bildas som resultat av metabolism av adrenalin och noradrenalin, genom transferering av monoaminoxidas och katekol-O-metyl.
Mandelsyra framställs vanligen genom hydrolys av mandelonitril, vilket är cyanohydrinen av bensaldehyd. Mandelonitril kan också framställas genom en reaktion av bensaldehyd med natriumbisulfit.

## Användning
Mandelsyra har länge använts inom medicinen som antibakteriellt medel, särskilt mot urinvägsinfektioner. Den har också användning som oral antibiotika. Inom hudvården är den ett alternativ till glykolsyra.